# Albert-Eugène Lachenal
Albert-Eugène Lachenal (Annecy, 18 marzo 1796 – Annecy, 1º febbraio 1883) è stato un medico e politico francese.

## Biografia

### Origine e formazione
Jean Albert-Eugène Lachenal nasce il 29 ventoso dell'Anno IV (cioè il 18 marzo 1796) ad Annecy, l'antica capitale del Genevese, allora nel le dipartimento del Monte Bianco. Il ducato di Savoia era stato annesso alla Francia nel 1792. È figlio di Jean-Baptiste Lachenal, un borghese di Annecy, e di Anne Jacquet.
Studia medicina e si laurea all'università di Torino il 24 maggio 1817. In seguito fa uno stage alla facoltà de medicina de Parigi, dal gennaio 1819 all'agosto 1920. In particolare segue gli insegnamenti del dottor Guillaume Dupuytren. Torna a stabilirsi ad Annecy, dove è nominato medico della Maison du Roi, nel 1826. Sei anni dopo diventa proto-medico – cioè ufficiale sanitario incaricato dell'ispezione delle farmacie e dei laboratori di chirurgia oltre che degli ospedali – della città.
Si sposa con Adèle Ruphy, figlia del barone François Ruphy de Menthon. Hanno due figlienfants, Nathalie e Arthur.
Diventa il primo presidente dell'Acadamia florimontana nel 1851. È eletto il 18 novembre 1880 all'Académie de Savoie.

### Carriera politica
Il 17 gennaio del 1843 è nominato sindaco di Annecy, carica che conserva fino al 25 marzo 1852, quando è sostituito dall'avvocato Aimé Levet.
Lo Statuto Albertino dà vita al Parlamento. Albert-Eugène Lachenal è eletto come deputato conservatore nel collegio di Annecy alla I legislatura del Regno di Sardegna ma l'elezione è annullata per irregolarità e, ripetuta a giugno, viene eletto l'avvocato Aimé Levet.
In seguito alla dimissioni di Ferdinand Palluel, deputato di Albertville alla IV legislatura del Regno di Sardegna si candida per il collegio di Albertville, dove viene eletto sostituito poi Charles Duverger de Saint-Thomas in seguito alle sue dimissioni. Nella stessa legislatura si candida, venendo eletto nel collegio di Annecy
Alle elezioni della V legislatura si candida nuovamente nel collegio di Annecy dove viene eletto nel dicembre del 1853 per dimettersi poi un anno dopo. Si candida quindi un'ultima volta, per la VI legislatura nel collegio di Ugine; viene eletto al ballottaggio con 389 su 654 voti.
È segretario generale del Ministero degli Interni a Torino. Alla vigilia dell'annessione è il Governatore-reggente di Annecy.

Capo del partito annessionista – cioè per l'unione della Savoia alla Francia – nel Genevese, applica alla lettera i consigli del senatore francese Armand Laity, nominato commissario imperiale straordinario, incaricato della propaganda pro-annessione, per mettere in atto tutti gli sforzi per impedire che parte della popolazione della Savoia venisse sedotta dalla possibilità di un'unione con la vicina Svizzera. Anche ricevendo, l'11 aprile 1860, dal giornale  le Bon Sens una raccomandazione: 
(Luc Monnier)
.
Fa anche parte della delegazione di 41 savoiardi (nobili, borghesi, impiegati ministeriali) favorevoli all'Annessione, guidata dal conte Amédée Greyfié de Bellecombe e inviata presso Napoleone III.
È eletto sindaco di Annecy nel 1873, dopo le dimissioni di Louis Chaumontel, e mantiene il mandato fino al 1875.
Questo è il suo ultimo incarico politico.

## Morte
Muore il 1º febbraio 1883, nella sua residenza di Marquisats. Al suo funerale, è presente una grande folla, stimata in "2.500 persone al di fuori dell'esercito". Gli sono resi gli onori militari. Tuttavia, il Consiglio comunale della città di Annecy non è rappresentato al funerale.

## Onorificenze
È fatto cavaliere dell'ordine dei Santi Maurizio e Lazzaro.
È anche decorato come comandante delle Légion d'honneur dall'imperatore Napoleone III, durante il suo passaggio ad Annecy, nel 1860.